# Pałac Jusupowa
Pałac Jusupowa, Pałac Jusupowów – pałac w Koreizie, w pobliżu Jałty, przebudowany w stylu neomauretańskim na polecenie księcia Feliksa Feliksowicza Sumarokow-Elston, ojca Feliksa Jusupowa.
Po rewolucji październikowej pałac znacjonalizowano i przeznaczono na dom wypoczynkowy dla pracowników Czeka. W latach 1925–1926 w przebywał tam Feliks Dzierżyński. W czasie konferencji jałtańskiej i w latach późniejszych, pałac był ulubionym miejscem wypoczynku Stalina. Od 1991 do marca 2014 Pałac Jusupowa był rezydencją prezydenta Ukrainy. Po aneksji Krymu przez Rosję, kompleks nadzorowany przez administrację prezydenta Federacji Rosyjskiej.